# Juicio de residencia
El juicio de residencia fue un procedimiento judicial del derecho castellano e indiano, que consistía en que al término del desempeño  del funcionario público se sometían a revisión sus actuaciones y se escuchaban todos los cargos que hubiese en su contra. El funcionario no podía abandonar el lugar donde había ejercido el cargo, ni asumir otro hasta que concluyese este procedimiento. Generalmente el encargado de dirigir el proceso, llamado juez de residencia, era la persona ya nombrada para sucederle en el cargo. Las sanciones eran variables, aunque frecuentemente consistían en multas.
El juicio de residencia tuvo en la administración indiana una gran importancia, y comprendía a toda clase de funcionarios, desde virreyes y presidentes de Audiencia, gobernadores, hasta alcaldes y alguaciles.
Todos los virreyes debían pasar su juicio de residencia antes de que tomara posesión del cargo su sucesor, pero en el siglo siglo XVIII estos juicios se realizaban una vez que habían regresado a la España peninsular. En este largo proceso se analizaba el grado de cumplimiento de las instrucciones recibidas a lo largo de su mandato y durante seis meses se investigaba su labor, reuniendo numerosa información a través de diferentes testigos. Otra de las fórmulas empleadas por la Corona para controlar a sus funcionarios, incluido el virrey en su calidad de presidente de la audiencia, era a través de la inspección conocida con el nombre de visita. Efectuada por un Veedor, nombrado para el caso por el rey, tenía como fin conocer los abusos cometidos por las autoridades, proponiendo las reformas necesarias.
Toda autoridad que termina de imponer su cargo debe ser sometida a un juicio de residencia, es decir, las autoridades no se pueden mover de su lugar físico mientras dure una investigación en relación del desempeño. Este juicio es sumario y público. Terminado el juicio, si era positivo, la autoridad podía ascender en el cargo; en cambio, si había cometido cargos, errores o ilegalidades, podía ser sancionado con una multa o la prohibición de por vida de un cargo.